# Olivia Chance
Olivia Juliet Bridget Chance (* 5. Oktober 1993 in Tauranga) ist eine neuseeländische Fußballspielerin, die für die A-Nationalmannschaft aktiv ist und seit August 2021 bis Juli 2023 beim schottischen Erstligisten Celtic Glasgow unter Vertrag stand. Aktuell spielt sie für Kolbotn IL in Norwegen.

## Karriere

### Vereine
Chance begann mit dem Fußballspielen bei den Claudelands Rovers. Sie verhalf 2010 dem Verein mit einem Hattrick zum Gewinn des neuseeländischen Pokals der Frauen, womit erstmals seit 1995 ein Verein, der nicht aus Auckland kam, den Pokal gewann.
Während ihres Studiums an der University of South Florida spielte Chance von 2012 bis 2015 für die dortige Mannschaft der South Florida Bulls. Sie war 2013, 2014 und 2015 beste Torschützin des Vereins. 2016 wechselte sie nach Island zum Meister Breiðablik Kópavogur. Die Meisterschaft konnte aber nicht verteidigt werden, es reichte nur zum zweiten Platz. Sie gewann aber mit Breiðablik den isländischen Pokal und erzielte dabei im Finale gegen ÍBV Vestmannaeyja in der zweiten Minute das 1:0 (Endstand 3:1). In der Qualifikationsrunde zur UEFA Women’s Champions League 2016/17 setzten sich die Isländerinnen bei einem Turnier in Cardiff im August 2016 gegen den bulgarischen, serbischen und walisischen Meister durch. Olivia kam in den drei Spielen auf insgesamt 126 Einsatzminuten. Im Sechzehntelfinale, in dem Breiðablik durch ein einziges Tor gegen den FC Rosengård ausschied, kam sie nicht zum Einsatz.
Im Februar 2017 wechselte sie zum FC Everton, kam aber aufgrund einer im April erlittenen Knieverletzung erst in der Saison 2017/18 zum Einsatz. Als Vorletzter vermied Everton nach dem Wiederaufstieg in der „Spring Series“ knapp den erneuten Abstieg. In der Saison 2018/19 hatte sie nur einen Einsatz am 21. April 2019. Zur Saison 2019/2020 wechselte sie zu Bristol City. Hier kam sie in allen 14 ausgetragenen Ligaspielen des Vereins zum Einsatz. Aufgrund der COVID-19-Pandemie wurde die Saison vorzeitig abgebrochen. Bristol konnte als Drittletzter den Platz in der Liga halten, Chance wechselte aber im Juli zum Zweitligisten Sheffield United, wo sie aber nur zwei Einsätze hatte. Von Januar bis April 2021 spielte sie in Australien für Brisbane Roar. Im August 2021 erhielt sie einen Vertrag bei Celtic Glasgow. Einen ihrer ersten Einsätze hatte sie für Celtic in der Qualifikation zur UEFA Women’s Champions League 2021/22. Allerdings ging es dabei nur noch um das für das Weiterkommen irrelevante Spiel um Platz 3 gegen FK Minsk, denn das Halbfinale gegen UD Levante hatten ihre Mitspielerinnen drei Tage zuvor ohne sie verloren. Auch gegen Minsk konnte nicht gewonnen werden.

### Nationalmannschaft
Chance wurde im April 2010 mit der U17-Nationalmannschaft Ozeanienmeister, wozu sie zwei Tore zum Titel beisteuerte. Die Neuseeländerinnen qualifizierten sich damit für die Weltmeisterschaft 2010 in Trinidad und Tobago. Dort kam sie bei den drei Niederlagen gegen Japan, Spanien und Venezuela zum Einsatz.
Im April 2012 gewann sie mit der U20-Nationalmannschaft die Ozeanienmeisterschaft 2012, wobei sie drei Tore beim 12:0 gegen Samoa erzielte. Mit dem Sieg bei der Meisterschaft hatte sich die Mannschaft für die Weltmeisterschaft im selben Jahr in Japan qualifiziert. Dort gewannen sie zwar das erste Spiel gegen die Schweiz mit 2:1 und erreichten gegen die Gastgeberinnen ein 2:2, durch eine 0:4-Niederlage gegen Mexiko schieden sie aber als Gruppendritte aus.
Bereits am 1. März 2011 war sie im Turnier um den Zypern-Cup zu ihrem ersten Einsatz in der A-Nationalmannschaft gekommen. Beim 1:4 gegen die Niederlande gehörte sie der Startelf an, wurde jedoch nach 65 Minuten beim Stand von 0:3 ausgewechselt. Sie wurde dann auch noch im dritten Gruppenspiel gegen Frankreich eingewechselt. Im Spiel um Platz 7, das mit 0:5 gegen Mexiko verloren wurde, gehörte sie erneut der Startelf an. Im nächsten Spiel im Mai gegen Australien wurde sie nochmals eingewechselt. Danach musste sie aber sechs Jahre auf ihr fünftes Länderspiel warten. Im September 2017 kam sie bei zwei Spielen gegen die US-amerikanische Nationalmannschaft zu zwei Kurzeinsätzen. Im November 2017 und März 2018 spielte sie dann bei je zwei Spielen gegen Thailand und Frauen von Beginn an.
Für die Ozeanienmeisterschaft 2018 und den Cup of Nations im Frühjahr 2019 wurde sie verletzungsbedingt nicht berücksichtigt. Sie wurde erst wieder für ein inoffizielles und offizielles Spiel gegen Norwegen nominiert. Sie wurde dann in beiden Spielen eingesetzt.
Am 29. April wurde sie für die WM in Frankreich nominiert. Bei der WM, bei der die Neuseeländerinnen nach der Gruppenphase ausschieden, kam sie in den drei Gruppenspielen zum Einsatz.
Ihr erstes Tor in der Nationalmannschaft erzielte sie im ersten Turnierspiel um den Algarve-Cup 2020 gegen Belgien zur 1:0-Führung. Da die Belgierinnen noch ausgleichen konnten, kam es zum Elfmeterschießen, das die Neuseeländerinnen gewannen.
Am 25. Juni 2021 wurde sie für das wegen der COVID-19-Pandemie um ein Jahr verschobenes Olympisches Fußballturnier in Tokio nominiert. In Japan kam sie bei den Niederlagen gegen den Weltmeister aus den Vereinigten Staaten und gegen Australien zum Einsatz. Da ihre Mitspielerinnen auch das dritte Gruppenspiel gegen Schweden verloren, schieden die Ferns nach drei Spielen aus.
Am 30. Juni wurde sie für den Kader der Mannschaft bei der Weltmeisterschaft 2023 nominiert, kam in zwei der drei Spiele ihres Teams zum Einsatz und schied mit ihrer Mannschaft nach der Vorrunde aus.

## Erfolge
Nationalmannschaft
- U20-Ozeanienmeister 2012
- U17-Ozeanienmeister 2010

Vereine
- Isländischer Pokalsieger 2016
- WSL 2-Meister 2017 mit Everton